# 현순
현순(玄楯, 1880년 2월 28일 ~ 1968년 7월 11일)은 일제 강점기 감리교회의 목사이며 일제강점기 13도대표 국민대회 평정관, 임시정부 외무차장, 내무부차장 등을 역임한 독립운동가이다.
별명은 송원상(宋元相)으로 한성에서 출생하였다. 상해 임시점부의 외무위원과 내부차장으로 일하였다. 1913년부터 1915년까지 정동제일교회에서 목사로 시무하였다.
1919년 우드로우 윌슨의 민족자결주의에 감화된 그는 3·1 만세 운동에 참여하고, 1919년 8월부터는 구미위원부 위원과 위원장 대리로 활동했으며 미국 대통령 윌슨에게 평화회의, 군축회의에 한국 임시정부의 참석 요청과 독립청원서를 보냈다. 임시정부 외무위원, 내무차장을 지냈으며 구미위원부 위원으로도 활약했다. 1923년부터는 감리교회 목사로 하와이 사탕수수 농장에 이민 교회를 세워 1940년까지 시무하였다. 한성부 출신이다.

## 생애
가명은 송원상(宋元相)으로 한성부 옥인동(玉仁洞)에서 출생하여 지난날 한때 함경남도 함흥에서 잠시 유아기를 보낸 적이 있는 그는 1902년(광무 5년) 배편으로 미국 하와이로 건너가 기독교회에서 성경을 연구하고 목사 안수를 받았다.

### 하와이 이민
현순은 1903년 3월 하와이로 정식 이민, 하와이 카후쿠와 와이알루아농장에 교회를 설립하였다. 1911년 귀국하여 선교활동을 하다가 이승훈, 윤치호, 양기탁 등이 데라우치 마다사케 총독을 암살하려 했다는 누명을 쓰고 105인 사건이 발생하자, 그도 연루되어 투옥되었다. 동대문 상동교회의 목사인 전덕기가 옥사하자, 석방된 뒤 동대문 상동교회 목사 손정도와 함께 정동제일교회에 가 전도사로 활동하며, 담임목사 최병현을 도와 교회 확장과 전도 활동에 참여하였다. 이어 손정도, 최병헌 등과 함께 협성회를 조직하는데 참여했다.
삼일운동 후 상해에서 임시정부 수립을 위하여 협력을 하다가 1920년 4월 미국으로 건너가 워싱턴 구미위원부에서 일을 하였다.
1919년 3·1 만세 운동이 일어나자 목사로서 미국 현지에서 적극 참여하였다.

### 독립운동

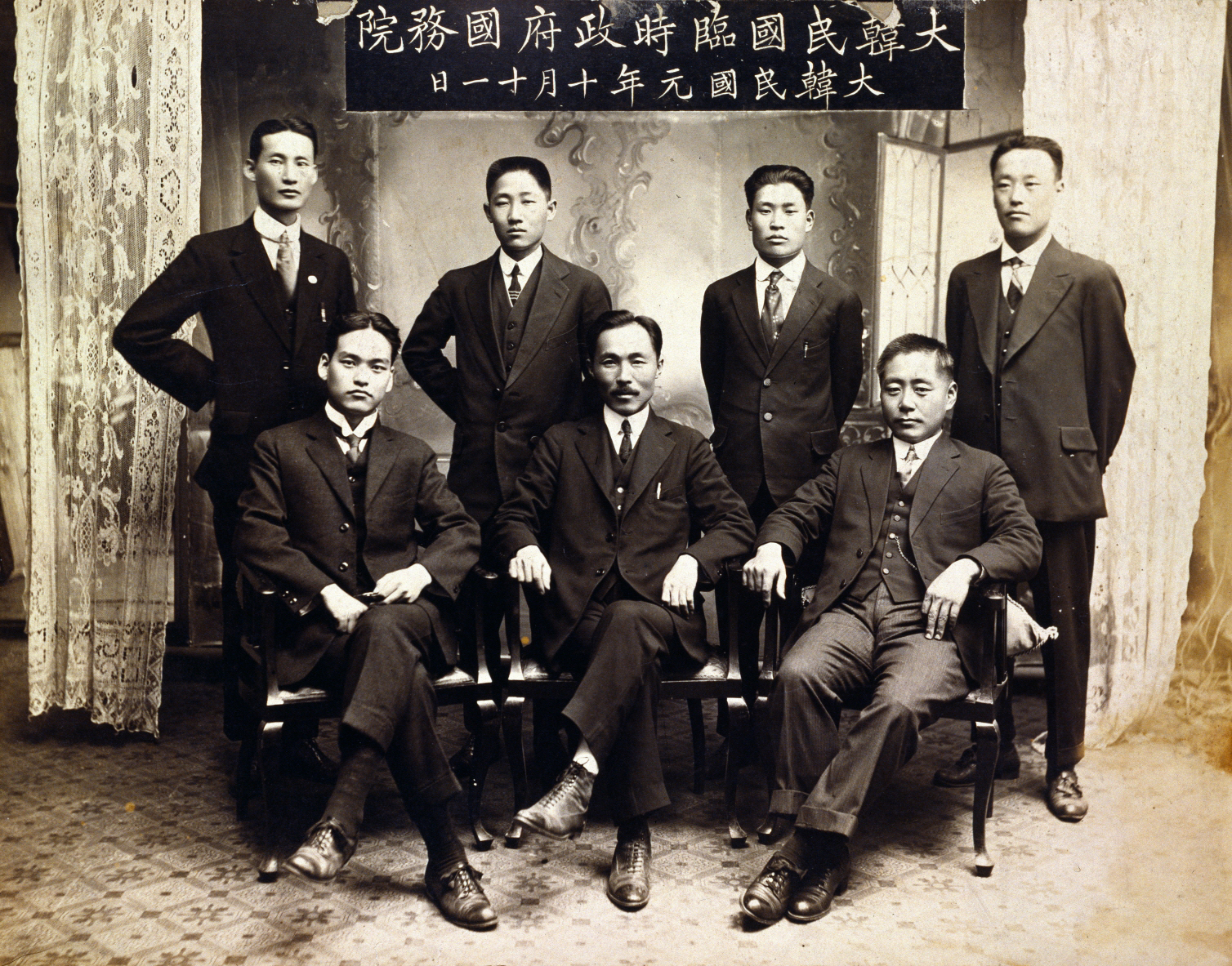
대한민국 임시정부 국무원 기념 사진(1919년 10월 11일) - 아랫줄 맨 오른쪽이 현순

1919년 상하이에 밀파되어 평화회의의 주창자인 미국 대통령 T.W.윌슨과 평화회의에 한국의 독립청원서를 보냈다. 상해에서 3월 1일 만세운동이 벌어진 것을 듣고 3월 9일 미국 샌프란시스코의 안창호에게 전보를 보내 재미교포들이 처음 만세운동 소식을 들을 수 있도록 하였다. 또한, 파리와의 통신연락을 담당하고 미국에 있는 교포들에게 독립운동의 현황을 알려 주었다. 국내외의 독립운동가들이 상해에 모이자, 이광수, 선우 혁(鮮于爀), 신규식 등과 함께 상하이 프랑스 조계 보정로(寶昌路)에 모여 임시독립사무소를 개설하고 총무로 위임받아 각국에 독립선언서를 발부하였다. 1919년 4월 경성부에서 한성 임시정부 등의 주도로 개최된 국내 13도대표의 국민대표자 대회에서 평정관(評政官)으로 선임되었다.
1919년 4월 10일 그는 이동녕, 손정도 등과 함께 통합 임시정부 제1회 임시의정원(臨時議政院) 회의에 참여하였으며, 임시헌법기초위원회에 참석하여 임시헌장 10개조를 작성하는데 참여했다. 4월 13일 외무부 차장이 되고 그 뒤 정부의 조직 개편으로 외무위원에 선임되었다. 제2회 의정원 회의에서 임시정부 외무위원에 선임되었고 후에 다시 내무차장이 되었다.
이승만이 미국에서 구미위원부를 설치하고 5개월만에 임정과 불화를 빚어 사임하자 미국 워싱턴으로 건너가 구미위원회 위원장 대리직을 맡았으나 1년 만에 물러났다.
8월 5일 내무부 차장에 임명되었으며, 1919년 9월 7일 임정 내무부 차장 자격으로 비밀리에 만주 출장을 다녀왔다. 9월 20일 임시정부 특파원으로 노령(露領)에 파견되었다. 1920년 9월 23일 임정 내무차장으로 비밀리에 출장을 다녀오다. 9월 중, 노령과 만주 등지에서 정탐 활동과 임정 홍보 활동을 전개하다가 11월 상하이로 귀환, 11월 14일 내무부 차장직을 사임하고 배편으로 미국으로 건너갔다.
임시정부의 유지와 해체, 개조를 놓고 상하이 독립운동가 간에 갈등이 발생하자 그는 다시 상해로 돌아와 1922년 상하이의 임시의정원과 좌일계열의 국민대표회의 주비위원회(籌備委員會) 사이의 갈등을 해소하기 위하여 안창호, 이시영, 김구 등과 같이 시사책진회(時事策進會)의 조직에 참여, 여러 파벌의 의견 수렴과 좌우 통합을 위하여 노력하였다.
평화회의의 주창자인 미국 대통령 T.W.윌슨과 평화회의에 독립청원서를 보내 한국독립의 필요성을 강조하였으며, 한국과 파리와의 통신연락을 담당하고 미국 각지의 한인국민회에 독립운동의 현황을 알려 주었다.

### 목회 활동
1921년 4월 26일 사직서를 제출하고 구미위원부 위원장 대리 직을 사퇴, 5월 28일에 수리되었다.
1926년에는 하와이 카우아이섬 한인감리교회의 목사로 파송되어 목회를 하였다. 1931년 4월에는 카우아이섬 카파아와 리후에 두 지방에 거류하는 한인들을 모아 단합회를 조직하였으며, 1933년에는 임시정부 외교위원으로 선임되었다. 1934년 9월 임시정부의 재정지원을 목적으로 이진일(李晋一), 김경(金慶), 이용직(李容稷) 등과 함께 모금 활동에 참여, 인구세, 애국의연금 등을 모금하여 송금하였는데, 이진일은 뉴욕에, 김경은 시카고에 이용직은 호놀룰루에 파견되고 그는 하와이의 가와이 섬과 호놀룰루를 제외한 나머지 하와이 지역 일대에서 모금활동을 전개하였다.
1940년까지 15년간 카우아이에서 목회활동을 하다가 은퇴한 후 로스앤젤레스에서 1968년 별세하였다.
독립운동에 기여한 공으로 1963년 건국훈장 독립장을 받았다.

## 상훈 경력
- 1963년 건국훈장 독립장

## 가족
현순은 8명의 자녀를 두었다고 한다. 사회주의 활동에 참여했고 북조선으로 갔다가 미제 간첩으로 몰려 처형당한 엘리스 현은 그의 딸이었다. 
- 딸 : 앨리스 현(1903~1956?)[4]
- 아들 : 피터 현(1906~1993)[5][6]
- 아들 : 데이빗 현(1917-2012) : LA의 리틀도쿄를 설계한 건축가[7][8][9]

## 참고 자료
- The Reverend Soon Hyun Collected Works, USC Digital Library
- 데이빗 현, 《현순목사와 대한독립운동》 (한국독립역사협회, 2002)
- ‘한국의 마타하리’로 불린 여인, 현앨리스의 비극적 가족사 한겨레 2015-03-19

한국판 마타하리로 불린 여인, 현앨리스의 비극 한국일보 2015. 3. 20
- '피터 현'의 분열적 생애 다룬 연극 '에어콘 없는 방' CBS노컷뉴스 2017-09-13
- Syngman Rhee to Soon Hyun (KADA-shyun04-065) (이승만이 현순에게 보낸 편지 : 1921.03.31)
- Soon Hyun to Syngman Rhee (KADA-shyun04-058) - Flickr (현순이 이승만에게 보낸 편지 : 1921.04.23)
- 한규무, 玄楯(1878∼1968)의 인물과 활동 國史館論叢 第40輯 (국사편찬위원회, 1992-12-15)
- [오래된 이민이야기] 독립운동가 현순의 자서전 『현순자사』 재외동포신문 2017.11.16

## 같이 보기
| - 105인 사건 - 대한민국 임시정부 - 대한민국임시정부 구미외교위원부 - 이승만 - 서재필 - 윤치호 - 김규식 - 손정도 - 이기붕 - 조병옥 | - 남궁염 - 박헌영 - 윤치영 - 임병직 - 정한경 - 허정 - 허헌 - 현엘리스 |